# UK Open
| UK Open             | UK Open                   |
| ------------------- | ------------------------- |
| Sportart            | Darts                     |
| Organisator         | PDC                       |
| Turnierart          | Ranglistenturnier         |
| Austragungsort      | Butlin’s Resort, Minehead |
| Austragungszeitraum | Februar/März              |
| Rekordsieger        | Phil Taylor (5×)          |
| amtierender Sieger  | Luke Littler              |
| Letzte Austragung   | 2025                      |
| Nächste Austragung  | 2026                      |

Die UK Open sind ein Dartturnier der Professional Darts Corporation (PDC). Hierbei treten neben den Inhabern einer PDC Tour Card auch zahlreiche Amateure an, die sich in mehreren Qualifikationsturnieren einen Startplatz erkämpfen und sich so vor laufenden TV-Kameras gegen die besten Spieler der Welt beweisen können.
Das Turnier wird unter den Fans auch „FA Cup of Darts“ genannt, weil aufgrund des Fehlens einer Setzliste die Topspieler jederzeit aufeinander treffen können und Amateure somit eine reelle Chance bekommen, sich in dem Turnier zu etablieren.
Erster Sieger der UK Open war im Jahr 2003 Phil Taylor, der amtierende Sieger (2025) ist der Engländer Luke Littler.

## Format
Das Turnier findet an einem Wochenende von Freitag bis Sonntag statt.
Bis zum Jahr 2018 wurde im Vorfeld in Qualifikationsturnieren, den UK Open Qualifiers, an denen auch Nicht-Tourkarten-Inhaber teilnehmen konnten, eine eigens für dieses Turnier geschaffene UK Open Order of Merit erspielt. In der Vorrunde sowie der ersten Runde standen sich die Plätze 65–96 dieser Rangliste sowie zusätzliche Qualifikanten gegenüber. Den 32 verbliebenen Spielern traten zur zweiten Runde die Plätze 33–64 der Rangliste bei. Die Top-32-Spieler traten am Samstag zur dritten Runde ins Spielgeschehen ein. An diese 64 verbliebenen Spieler wurden auch die ersten Preisgelder von 1.750 Pfund ausgeschüttet.
Neben einer massiven Preisgelderhöhung auf insgesamt 450.000 £ gab die Professional Darts Corporation für 2019 sowohl eine Erweiterung der Teilnehmerzahl als auch eine Veränderung der Qualifikationskriterien bekannt.
Alle 128 Tourkarten-Inhaber werden seit 2019 automatisch zu den UK Open eingeladen. Zusätzlich werden 16 Plätze über in England stattfindende Qualifikationsturniere, die sogenannten „Rileys Amateur Qualifier“ vergeben. 16 weitere Startplätze werden über die Challenge Tour Order of Merit vergeben, sodass insgesamt erstmals 160 Spieler bei den UK Open 2019 antraten.
Da es im Turnier keine Setzliste gibt, werden nach jeder gespielten Runde die nächsten Paarungen ausgelost.
Bis einschließlich der Achtelfinalpartien werden die Duelle an mehreren Boards (bis zu acht verschiedenen) parallel ausgespielt. Ab dem Viertelfinale spielen die Spieler an einem Board über eine Distanz von Best of 19 Legs, im Finale Best of 21 Legs, den Gesamtsieger der UK-Open aus.

## Preisgelder
Seit 2023 werden bei den UK Open insgesamt 600.000 £ ausgeschüttet. Es verteilt sich dabei wie folgt:
| Position          | Preisgeld in £ |
| ----------------- | -------------- |
| Gewinner          | 110.000        |
| Finalist          | 50.000         |
| Halbfinalisten    | 30.000         |
| Viertelfinalisten | 15.000         |
| Achtelfinalisten  | 10.000         |
| Letzte 32         | 5.000          |
| Letzte 64         | 2.500          |
| Letzte 96         | 1.500          |
| Letzte 128        | 1.000          |

Ab 2026 soll das Preisgeld auf £ 750.000 erhöht werden.

## Finalergebnisse
| Jahr | Austragungsort                | Sieger                | Ergebnis | Finalist              | Sponsor            | Preisgeld in £ | Preisgeld in £ |
| Jahr | Austragungsort                | Sieger                | Ergebnis | Finalist              | Sponsor            | Gesamt         | Sieger         |
| ---- | ----------------------------- | --------------------- | -------- | --------------------- | ------------------ | -------------- | -------------- |
| 2003 | Reebok Stadium, Bolton        | Phil Taylor           | 18 : 8   | Shayne Burgess        | Sky Bet            | 0124.000       | 030.000        |
| 2004 | Reebok Stadium, Bolton        | Roland Scholten       | 11 : 6   | John Part             | Budweiser          | 0124.000       | 030.000        |
| 2005 | Reebok Stadium, Bolton        | Phil Taylor           | 13 : 7   | Mark Walsh            | Budweiser          | 0124.000       | 030.000        |
| 2006 | Reebok Stadium, Bolton        | Raymond van Barneveld | 13 : 7   | Barrie Bates          | Budweiser          | 0124.000       | 030.000        |
| 2007 | Reebok Stadium, Bolton        | Raymond van Barneveld | 16 : 8   | Vincent van der Voort | Blue Square        | 0150.000       | 030.000        |
| 2008 | Reebok Stadium, Bolton        | James Wade            | 11 : 7   | Gary Mawson           | Blue Square        | 0178.000       | 035.000        |
| 2009 | Reebok Stadium, Bolton        | Phil Taylor           | 11 : 6   | Colin Osborne         | Blue Square        | 0200.000       | 040.000        |
| 2010 | Reebok Stadium, Bolton        | Phil Taylor           | 11 : 5   | Gary Anderson         | Rileys Darts Zones | 0200.000       | 040.000        |
| 2011 | Reebok Stadium, Bolton        | James Wade            | 11 : 8   | Wes Newton            | Speedy Hire        | 0200.000       | 040.000        |
| 2012 | Reebok Stadium, Bolton        | Robert Thornton       | 11 : 5   | Phil Taylor           | Speedy Hire        | 0200.000       | 040.000        |
| 2013 | Reebok Stadium, Bolton        | Phil Taylor           | 11 : 4   | Andy Hamilton         | Speedy Hire        | 0200.000       | 040.000        |
| 2014 | Butlin’s Resort, Minehead     | Adrian Lewis          | 11 : 1   | Terry Jenkins         | Coral              | 0250.000       | 050.000        |
| 2015 | Butlin’s Resort, Minehead     | Michael van Gerwen    | 11 : 5   | Peter Wright          | Coral              | 0300.000       | 060.000        |
| 2016 | Butlin’s Resort, Minehead     | Michael van Gerwen    | 11 : 4   | Peter Wright          | Coral              | 0300.000       | 060.000        |
| 2017 | Butlin’s Resort, Minehead     | Peter Wright          | 11 : 6   | Gerwyn Price          | Coral              | 0350.000       | 070.000        |
| 2018 | Butlin’s Resort, Minehead     | Gary Anderson         | 11 : 7   | Corey Cadby           | Coral              | 0350.000       | 070.000        |
| 2019 | Butlin’s Resort, Minehead     | Nathan Aspinall       | 11 : 5   | Rob Cross             | Ladbrokes          | 0450.000       | 0100.000       |
| 2020 | Butlin’s Resort, Minehead     | Michael van Gerwen    | 11 : 9   | Gerwyn Price          | Ladbrokes          | 0450.000       | 0100.000       |
| 2021 | Marshall Arena, Milton Keynes | James Wade            | 11 : 5   | Luke Humphries        | Ladbrokes          | 0450.000       | 0100.000       |
| 2022 | Butlin’s Resort, Minehead     | Danny Noppert         | 11 : 10  | Michael Smith         | Cazoo              | 0450.000       | 0100.000       |
| 2023 | Butlin’s Resort, Minehead     | Andrew Gilding        | 11 : 10  | Michael van Gerwen    | Cazoo              | 0600.000       | 0110.000       |
| 2024 | Butlin’s Resort, Minehead     | Dimitri Van den Bergh | 11 : 10  | Luke Humphries        | Ladbrokes          | 0600.000       | 0110.000       |
| 2025 | Butlin’s Resort, Minehead     | Luke Littler          | 11 : 2   | James Wade            | Ladbrokes          | 0600.000       | 0110.000       |
| 2026 |                               |                       |          |                       |                    | 0750.000       | 0120.000       |

Mit seinen fünf Titeln ist Phil Taylor aktueller Rekordgewinner der UK Open.

## Deutsche Teilnehmer
| - Jyhan Artut - 2010: 1. Runde (Niederlage gegen Scott Rand) - 2011: 1. Runde (Niederlage gegen Tony Ayres) - 2013: 3. Runde (Niederlage gegen Kim Huybrechts) - 2014: 1. Runde (Niederlage gegen Alan Derrett) - Christian Bunse - 2019: 1. Runde (Niederlage gegen John Michael) - 2020: 2. Runde (Niederlage gegen Martin Atkins) - Gabriel Clemens - 2018: 3. Runde (Niederlage gegen Kim Huybrechts) - 2019: 5. Runde (Niederlage gegen Simon Whitlock) - 2020: 6. Runde (Niederlage gegen Gerwyn Price) - 2021: 6. Runde (Niederlage gegen James Wade) - 2022: 5. Runde (Niederlage gegen Michael Smith) - 2023: 4. Runde (Niederlage gegen Dimitri Van den Bergh) - 2024: 4. Runde (Niederlage gegen Danny Noppert) - 2025: 3. Runde (Niederlage gegen Ricky Evans) - Maximilian Czerwinski - 2025: 1. Runde (Niederlage gegen Maik Kuivenhoven) - René Eidams - 2016: 3. Runde (Niederlage gegen James Wilson) - 2018: 2. Runde (Niederlage gegen Dave Chisnall) - Kai Gotthardt - 2025: 1. Runde (Niederlage gegen Tommy Lishman) - Dominik Grüllich - 2024: 1. Runde (Niederlage gegen Harry Lane) - 2025: 3. Runde (Niederlage gegen Nick Kenny) - Florian Hempel - 2022: 4. Runde (Niederlage gegen Geert Nentjes) - 2023: 4. Runde (Niederlage gegen Richie Burnett) - 2024: 4. Runde (Niederlage gegen Gian van Veen) - 2025: 3. Runde (Niederlage gegen Jermaine Wattimena) - Max Hopp - 2015: 3. Runde (Niederlage gegen Kim Huybrechts) - 2019: 5. Runde (Niederlage gegen James Wade) - 2021: 5. Runde (Niederlage gegen Peter Jacques) - 2022: 3. Runde (Niederlage gegen Ritchie Edhouse) - 2025: 1. Runde (Niederlage gegen Shaun Fox) - Daniel Klose - 2023: 2. Runde (Niederlage gegen Mario Vandenbogaerde) - 2024: 4. Runde (Niederlage gegen Kevin Doets) - Paul Krohne - 2024: 1. Runde (Niederlage gegen Michael Taylor) - Robert Marijanović - 2019: 2. Runde (Niederlage gegen Davy van Baelen) | - Ricardo Pietreczko - 2022: 2. Runde (Niederlage gegen Zoran Lerchbacher) - 2023: 2. Runde (Niederlage gegen Jelle Klaasen) - 2024: 4. Runde (Niederlage gegen Mervyn King) - 2025: 4. Runde (Niederlage gegen Madars Razma) - Bernd Roith - 2012: 1. Runde (Niederlage gegen Wayne Jones) - 2013: 1. Runde (Niederlage gegen Ted Hankey) - Michael Rosenauer - 2011: 1. Runde (Niederlage gegen Jon Bott) - Pascal Rupprecht - 2024: 2. Runde (Niederlage gegen Geert Nentjes) - Martin Schindler - 2018: 4. Runde (Niederlage gegen Corey Cadby) - 2019: 5. Runde (Niederlage gegen Dave Chisnall) - 2020: 5. Runde (Niederlage gegen Kyle McKinstry) - 2021: 3. Runde (Niederlage gegen Martijn Kleermaker) - 2022: 5. Runde (Niederlage gegen Dirk van Duijvenbode) - 2023: Viertelfinale (Niederlage gegen Andrew Gilding) - 2024: 5. Runde (Niederlage gegen Luke Littler) - 2025: 6. Runde (Niederlage gegen Jonny Clayton) - Fabian Schmutzler - 2022: 3. Runde (Niederlage gegen Adrian Lewis) - Tomas Seyler - 2013: 1. Runde (Niederlage gegen Jay Wilson) - Steffen Siepmann - 2020: 3. Runde (Niederlage gegen Harry Ward) - 2021: 2. Runde (Niederlage gegen David Evans) - Niko Springer - 2022: 1. Runde (Niederlage gegen Danny Lauby) - 2025: 3. Runde (Niederlage gegen Dylan Slevin) - Christopher Toonders - 2024: 1. Runde (Niederlage gegen Chris Landman) - Leon Weber - 2025: 1. Runde (Niederlage gegen Alexander Merkx) - Lukas Wenig - 2021: 1. Runde (Niederlage gegen Chas Barstow) - 2022: 3. Runde (Niederlage gegen Florian Hempel) - 2023: 1. Runde (Niederlage gegen Jeffrey de Zwaan) - 2024: 1. Runde (Niederlage gegen Tom Lonsdale) - 2025: 3. Runde (Niederlage gegen Kim Huybrechts) - Tim Wolters - 2024: 4. Runde (Niederlage gegen Jonny Clayton) |

## Österreichische Teilnehmer
| - Maik Langendorf - 2013: 1. Runde (Niederlage gegen Gary Stone) - Harald Leitinger - 2020: 2. Runde (Niederlage gegen Joe Murnan) - 2021: 2. Runde (Niederlage gegen Karel Sedláček) - Zoran Lerchbacher - 2017: 2. Runde (Niederlage gegen Matthew Dennant) - 2019: 3. Runde (Niederlage gegen Gabriel Clemens) - 2021: 1. Runde (Niederlage gegen Jim Williams) - 2022: 3. Runde (Niederlage gegen Boris Krčmar) - Michael Rasztovits - 2018: 4. Runde (Niederlage gegen Corey Cadby) - 2019: 3. Runde (Niederlage gegen Peter Hudson) - 2021: 2. Runde (Niederlage gegen Peter Jacques) - Rowby-John Rodriguez - 2014: 1. Runde (Niederlage gegen Tony Randall) - 2016: 2. Runde (Niederlage gegen Lee Evans) - 2019: 1. Runde (Niederlage gegen Rob Collins) - 2020: 2. Runde (Niederlage gegen Jason Askew) - 2021: 4. Runde (Niederlage gegen Jonny Clayton) - 2022: 3. Runde (Niederlage gegen Ryan Meikle) - 2023: 4. Runde (Niederlage gegen Steve Beaton) - 2024: 4. Runde (Niederlage gegen Rob Cross) | - Rusty-Jake Rodriguez - 2021: 1. Runde (Niederlage gegen Boris Kolzow) - 2022: 1. Runde (Niederlage gegen Ryan Harrington) - 2023: 2. Runde (Niederlage gegen Luke Littler) - 2024: 1. Runde (Niederlage gegen Ron Meulenkamp) - 2025: 1. Runde (Niederlage gegen Mike Gillet) - Mensur Suljović - 2011: disqualifiziert - 2013: 1. Runde (Niederlage gegen Mark Lawrence) - 2014: Viertelfinale (Niederlage gegen Adrian Lewis) - 2015: Viertelfinale (Niederlage gegen Andrew Gilding) - 2016: 5. Runde (Niederlage gegen Mark Webster) - 2019: 5. Runde (Niederlage gegen Dimitri Van den Bergh) - 2020: 6. Runde (Niederlage gegen Jamie Hughes) - 2021: 5. Runde (Niederlage gegen Michael van Gerwen) - 2022: 6. Runde (Niederlage gegen Michael Smith) - 2023: 4. Runde (Niederlage gegen Karel Sedláček) - 2024: 5. Runde (Niederlage gegen Dave Chisnall) - 2025: 4. Runde (Niederlage gegen Luke Woodhouse) |

## Schweizer Teilnehmer
| - Stefan Bellmont - 2025: 1. Runde (Niederlage gegen Beau Greaves) |

## Sonstiges
- Phil Taylor schaffte vier Mal ein perfektes Nine dart finish, bei den UK Open 2004, 2005, 2007 und 2008.[4]
- Der Niederländer Raymond van Barneveld gewann 2006 das UK Open und somit sein erstes Punktturnier bei der PDC. Er schlug den 13-fachen Weltmeister  Phil Taylor mit 11:10 auf dem Weg ins Finale, wo er Barrie Bates mit 13:7 besiegte.[5]